# Kurt W. Forster
Pour les articles homonymes, voir Forster.
Kurt Walter Forster, né le 12 août 1935 à Zurich et mort le 6 janvier 2024 à New York, est un historien suisse de l’architecture et enseignant à la Yale School of Architecture, où il dirige le programme d’études doctorales.

## Biographie
Originaire de Zurich, il étudie dans des universités de Suisse, d’Allemagne et d’Italie. Il est diplômé en histoire de l’art et de l’architecture, en littérature et en archéologie à l’université de Zurich et part immédiatement pour les États-Unis. Il y enseigne, dans les universités de Stanford, Berkeley, Harvard et au Massachusetts Institute of Technology. Il fonde par la suite, en tant que directeur, le Getty Research Institute à Los Angeles, de 1984 à 1993. Il y établit une bibliothèque complète de recherche, d’archives et de publications. Il organise aussi de grandes expositions qui le mènent à travailler avec Schinkel[Qui ?] (comme scénographe, à Chicago en 1994), Carlos Scarpa, (à Vicence et Vérone en 2000), Herzog & de Meuron, (à Montréal en 2002). Pendant cette période, il parcourt le monde pour faire des conférences. Il est nommé directeur de la neuvième Biennale internationale d’architecture de Venise en 2004. À Rome, il devient membre de L’Accademia di San Luca, du Scientifico Consiglio au centre Palladio à Vicence. Il reçoit le prix Meret Oppenheim en 2007.

## Récompenses et distinctions
- 2007 : Prix Meret Oppenheim en 2007.
- 2021 : Schinkel-Preis der Fontanestadt Neuruppin[6] en 2021.